# Fjällräffelmossa
Fjällräffelmossa (Aulacomnium turgidum) är en bladmossart som beskrevs av Schwaegrichen 1827. Fjällräffelmossa ingår i släktet räffelmossor, och familjen Aulacomniaceae. Arten är reproducerande i Sverige. Inga underarter finns listade i Catalogue of Life.